# Weidatal
Weidatal este o arie protejată (arie specială de conservare — SAC, sit de importanță comunitară — SCI) din Germania întinsă pe o suprafață de 225 ha, integral pe uscat.

## Localizare
Centrul sitului Weidatal este situat la coordonatele 50°41′39″N 11°59′41″E / 50.6942°N 11.9947°E.

## Înființare
Situl Weidatal a fost declarat sit de importanță comunitară în septembrie 2000 pentru a proteja 8 specii de animale. Situl a fost protejat și ca arie specială de conservare în iulie 2008.

## Biodiversitate
Situată în ecoregiunea continentală, aria protejată conține 13 habitate naturale: Ape stătătoare oligotrofe până la mezotrofe, cu vegetație de Littorelletea uniflorae și/sau de Isoëto-Nanojuncetea, Lacuri eutrofice naturale cu vegetație de tip Magnopotamion sau Hydrocharition, Cursuri de apă de la nivel de câmpie la nivel montan, cu vegetație Ranunculion fluitantis și Callitricho-Batrachion, Pajiști uscate seminaturale și facies de acoperire cu tufișuri pe substraturi calcaroase (Festuco-Brometalia) (* situri importante pentru orhidee), Pajiști cu Molinia pe soluri calcaroase, turboase sau argilos-nămoloase (Molinion caeruleae), Liziere de ierburi înalte hidrofile de câmpie și de nivel montan până la alpin, Fânețe de joasă altitudine (Alopecurus pratensis, Sanguisorba officinalis), Grohotișuri silicioase medio-europene, la altitudine înaltă, Pante stâncoase silicioase cu vegetație casmofită, Roci stâncoase cu vegetație pionieră de Sedo-Scleranthion sau Sedo albi-Veronicion dillenii, Păduri de fag Luzulo-Fagetum, Păduri de stejar și carpen Galio-Carpinetum, Păduri aluvionare cu Alnus glutinosa și Fraxinus excelsior (Alno-Padion, Alnion incanae, Salicion albae).
La baza desemnării sitului se află mai multe specii protejate:
- păsări (6): fluierar de munte (Actitis hypoleucos), pescăruș albastru (Alcedo atthis), buha (Bubo bubo), ciocănitoare neagră (Dryocopus martius), ciuvică (Glaucidium passerinum), ciocănitoare verzuie (Picus canus)
- mamifere (1): vidră de râu (Lutra lutra)
- nevertebrate (1): Euplagia quadripunctaria

Pe lângă speciile protejate, pe teritoriul sitului au mai fost identificate 10 specii de plante, 2 specii de păsări, 7 specii de mamifere, 27 de specii de nevertebrate, 4 specii de pești, 4 specii de reptile.